# Ahmed Daouk
Ahmed Bey Daouk (arabisch أحمد الداعوق, DMG Aḥmad ad-Dāʿūq; * 1892 in Beirut; † 1979)  war ein Politiker des Großlibanon. Unter dem französischen Mandat war er vom 1. Dezember 1941 bis zum 26. Juli 1942 libanesischer Premierminister unter Präsident Alfred Naccache.
Von 1944 bis 1958 vertrat er den Libanon als Gesandter in Frankreich (1944 bis 1953 als bevollmächtigter Minister, 1953 bis 1958 als Botschafter).
Daouk wurde am 14. Mai 1960 ein zweites Mal Ministerpräsident unter Präsident Fuad Schihab – an der Spitze einer Regierung, welche mit der Vorbereitung von Parlamentswahlen beauftragt war. Jedoch trat er bereits am 1. August von seinem Posten zurück.